# Lares
Lares são divindades da religião romana antiga. É mais comum a forma no plural, “os Lares”, em referência direta ao latim Lares familiares, como nome coletivo para indicar os espíritos que poderiam proteger ou prejudicar uma familia romana (conjunto de pessoas), incluindo os servos e os escravos.
Por sua vez, a existência do singular “Lar”, da expressão latina Lar familiaris, provavelmente se explique por ser, no início, um “Lar” por família, que protegia tanto o local onde se vivia como a própria família. O seu sentido coletivo talvez seja resultado da multiplicidade de “Lares” (familiae) e também da variedade de divindades domésticas, que também englobavam os Penates e Vesta.
Tanto as fontes literárias quanto as arqueológicas mostram que os Lares estavam bastante presentes no dia a dia dos romanos; seu culto desempenhava papel primordial, pois, desde os ritos no período arcaico, os Lares representavam a proteção e a continuidade da família.
Como, além da casa, também o espaço exterior precisava de proteção, os Lares, assumindo papel protetor do campo, eram apaziguados durante a Compitália, nos cruzamentos (compita) dos caminhos. Assim, existem Lares para quaisquer lugares com os quais a pessoa ou a sociedade como um todo tenha relação importante ou duradoura, como: os campos, os cruzamentos, os caminhos, as casas, os lugares de batalha.
Por isso, outras tantas formas existiam de Lar, não apenas o familiar, conforme a proteção que lhe era creditada, especialmente quando considerado no seu âmbito público: Lares praestites, os guardiões da coisa pública; Lares permarinos (Lares permarini), com a função de defender e proteger os navegantes; Lares viais (Lares viales) responsáveis pelos viajantes em terra; Lares compitais (Lares compitales), protetores dos cruzamentos e aos quais se dedicava uma celebração. Além destes, também existiam:
• Lar omnium cunctalis • Lar victor • Lares alites • Lares Augusti • Lares casanici • Lares domestici • Lares grundvies ou grundvisi • Lares hostilii • Lares magni et viatorii • Lares militares • Lares privati • Lares publici • Lares quadrivii • Lares rurales • Lares salutares • Lares semitales
A essa lista, podem-se acrescentar os Lares paterni e o Lar agrestis. Por causa do caráter geral dos Lares, os epítetos poderiam prosseguir indefinidamente.

## Etimologia
É difícil estabelecer quando se deu a passagem do singular "lar familiar" (Lar familiaris) para o plural "Lares familiares". Inicialmente, as fontes mencionam a divindade no singular e, em fins da República Romana, trazem o plural, talvez numa assimilação aos Lares públicos (os Lares compitais), representados como pares, ou aos Castor e Pólux, cuja iconografia muito influenciou a dos Lares.
Também se conhece a designação "Lar doméstico" (Lar domesticus), referindo-se antes ao lugar (domus) que à família que nele vive, mas é um termo bastante incomum. A palavra “lar” torna-se sinônimo de casa ou morada, a partir do último século da República Romana, tal o aspecto essencialmente local da divindade. Na comédia Aulularia de Plauto (c. 230-180 a.C.), pode-se perceber o papel dos Lares no ambiente da família:
Eu sou o Lar da família que mora na casa
donde me vistes sair.
É esta a casa que eu habito já há muitos anos e é ela que eu tenho protegido,
Tanto para o pai, como para o avô, daquele mesmo que hoje a possui.

## Origem
Achados epigráficos nas necrópoles da Etrúria ligam a divindade Lar ao culto etrusco de Lah. Já no século XIX, o escritor e folclorista irlandês Thomas Keightley (1789-1872), destacando a curiosa e casual semelhança das palavras larth e lord (“senhor”, em inglês),  afirmava a procedência etrusca dessa divindade, porque, segundo ele, na língua etrusca a palavra larth ou lars significa “senhor”.
Apesar dessa hipótese, e embora o historiador francês Pierre Grimal (1912-1996) afirme como induvidosa a origem etrusca dos Lares, ainda se tem como incerta sua origem, sendo incerta, também, a etimologia do nome. Alguns estudiosos inclusive afirmam que Lares derivam do latim arcaico lases, que, por sua vez, viria da palavra larva (“fantasma”, em latim).
Considerando o farto e importante material de proveniência etrusca, nos registros arqueológicos ao longo de todo o século VI a.C., com facilidade aceita-se a grande influência etrusca na religião romana antiga. As fontes literárias inclusive afirmam um período de domínio etrusco com os reis Tarquínios Prisco e Soberbo. Entretanto talvez se tenha superestimado essa influência, tanto mais que ainda perdura o obstáculo da ausência de fontes confiáveis.
Já entre os próprios antigos romanos, a etimologia da palavra era um problema com soluções diversas: Varrão (116-27 a.C.) acreditava que Lar possuía origem sabina, enquanto Valério Máximo (século I a.C.-século I d.C.) dizia ser etrusca a origem. Muito embora os deuses Lares não tenham um nome próprio individual que os distinga e tampouco uma mitologia, encontra-se nos Fastos de Ovídio uma narrativa sobre o nascimento deles.

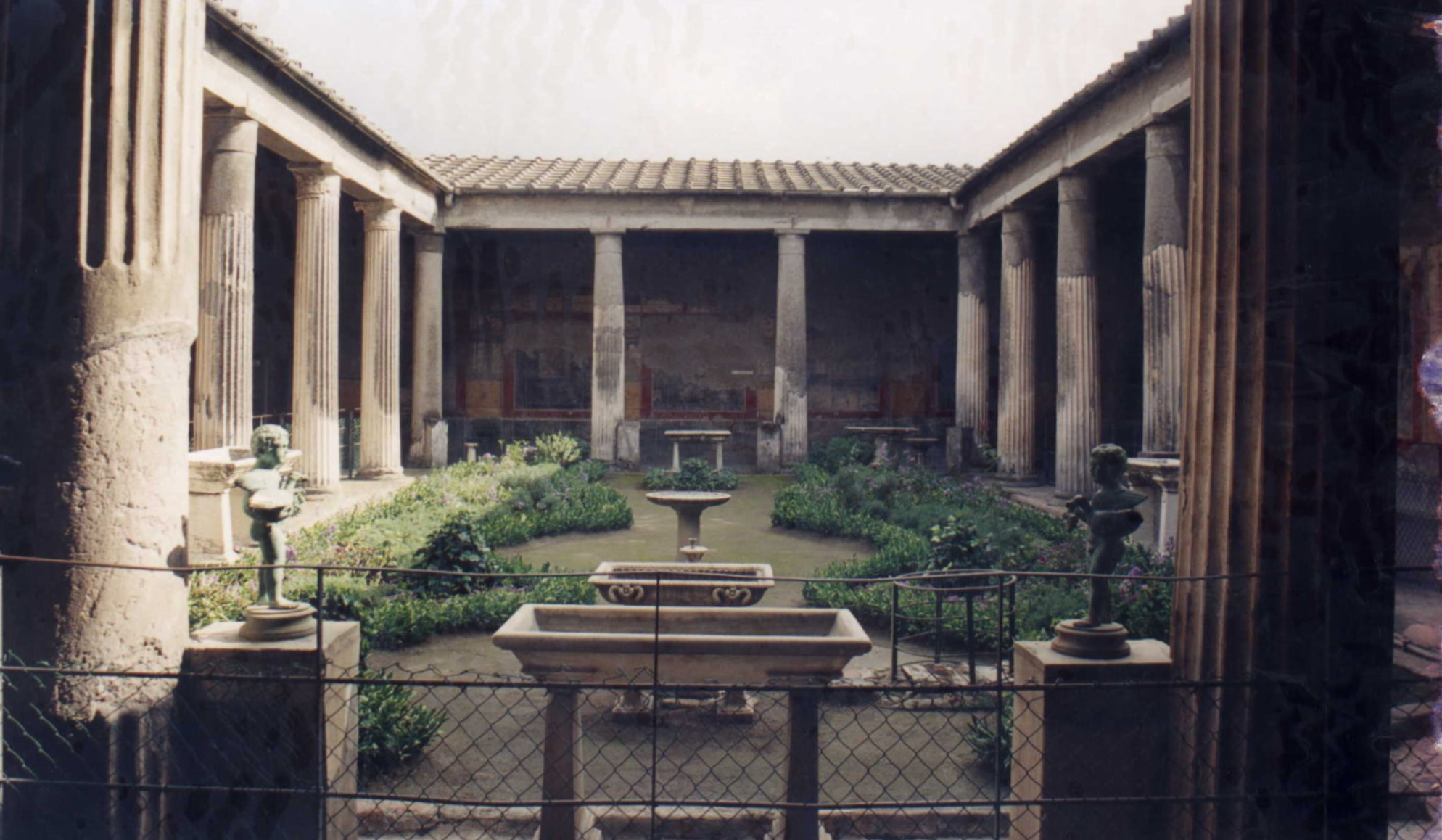
Casa dos Vécios reconstituída

O deus romano Júpiter, tomado de amores pela ninfa Juturna, e não sendo correspondido, pediu às outras ninfas, irmãs da amada, que a segurassem antes que ela pudesse escapulir, mergulhando na água. Porém o estratagema foi divulgado pela ninfa Lara e, como castigo, Júpiter extirpou-lhe a língua e entregou a ninfa ao deus Mercúrio, para que este a conduzisse aos Infernos. No caminho, Mercúrio a violou e desse ato nasceram os deuses gêmeos Lares. A ancestralidade dos Lares a Mercúrio é muitas vezes interpretada como remetendo às funções de proteção das encruzilhadas e de fonte de prosperidade de Mercúrio-Hermes.
Tendo ilustres precedentes de gêmeos míticos, como Rômulo/Remo e Castor/Pólux, o relato de Ovídio reflete o contexto de oficialização do culto ao Imperador, quando o culto aos Lares compitais, nas Compitálias, transforma-se no culto aos Lares Augustais, no ano 12 a.C.
Os Lares também aparecem associados à mitologia de fundação de Roma. Assim é que, na região que seria a lendária Lavínio, segundo a tradição fundada por Eneias, descobriu-se uma pedra tumular que remonta ao final do século IV ou início do III a.C., com a inscrição: Lare Aineia (Aenia) d(ono), indicando uma possível associação entre a palavra Lares e um ancestral divinizado, neste caso Eneias.
Para o historiador francês Fustel de Coulanges (1830-1889), no seu livro A cidade antiga, publicado em 1864, os Lares eram almas humanas divinizadas com a morte e, como divindades dos antepassados, incluíam-se entre os manes e os Gênios, aos quais os gregos denominavam “demônios” ou “heróis”, sendo possível que o termo grego ἥρως (héros) tivesse um sentido arcaico de “pessoa morta”.
Entre fins do século XIX e inícios do XX, duas escolas de filologia alemã se contrapuseram para explicar a origem dos Lares. Embora carecessem de um confronto com dados arqueológicos, ambas as teses apoiavam-se em importantes dados de autores da Antiguidade, se bem que escassos. A primeira delas era ligada a Ernst Samter (1868-1926), e afirmava que os Lares eram as almas dos antepassados. Antes de Samter, já em 1896, o filólogo italiano Attilio De Marchi (1855-1915) vinculava os Lares ao mundo dos antepassados. A segunda, ligada a Georg Otto August Wissowa (1859-1931), sustentava sua procedência agrária que extrapolava a esfera doméstica.
Nenhuma das hipóteses prevaleceu sobre a outra e continuam sendo alvo de debate. Contudo é possível identificar elementos em comum entre elas, como o caráter ctônico, a relação dos Lares com a terra, com o ciclo de vida e morte e com a continuidade entre as gerações.

## A religião romana
Para os antigos romanos, a religião não estava carregada de nenhum ideal de moralidade nem impunha dever moral a um ser superior. Existia um conjunto de fórmulas que compunham uma comunidade religiosa, baseada em uma série de ritos, alguns privados, outros públicos, os quais o bom cidadão deveria observar. A relação entre homens e deuses tinha uma conotação objetiva e não mística. Tampouco havia um corpo de sacerdotes congregados numa instituição eclesiástica. As pessoas que exerciam funções religiosas eram meras funcionárias do Estado como quaisquer outras, muitas vezes desempenhando outros ofícios além dos religiosos. Constituindo-se, pois, em parte do sistema estatal, aderia-se à religião de Roma assim como se aceitava seu sistema político, ao menos era o que se esperava de todo cidadão ou de qualquer um submetido ao Estado.
Acreditava-se que todas as coisas fossem animadas por princípios vitais benéficos e maléficos, com os quais se tratava, seja para obter favores ou proteção, seja para afastar malfeitos, por isso, em moldes próximos do contratual (do ut des, “eu presto e tu contraprestas”), as práticas rituais eram tão importantes.
Apesar do forte ritualismo, os antigos romanos eram pessoas profundamente religiosas. Possuíam um panteão complexo, tendo à frente a tríade Júpiter-Juno-Minerva, à qual se juntavam inúmeras outras divindades, algumas das quais herdadas dos gregos, dos etruscos e dos sabinos.
A fora o evidente caráter pessoal ou íntimo, mas sem que fosse uma convicção interior de dever moral para com uma entidade superior, a religião se expressava formalmente nos planos estatal e familiar; não se reduzia, portanto, aos templos e aos festivais, porém perpassava todos os ambientes.

## Gênio, Penates e Vesta
Além dos Lares, para os quais havia oferendas, como vinho e incenso, várias divindades eram cultuadas no ambiente doméstico. Faziam parte do dia a dia da família, como se fossem membros dela, e algumas ocupavam espaços determinados da casa:
- Jano, invocado antes de qualquer aventura ou empreendimento importantes, era o espírito da porta exterior da casa, por onde os amigos da família tinham permissão de entrar, enquanto os inimigos eram mantidos de fora;
- O Gênio (latim: Genius), espécie de anjo protetor do pater familias e do qual a família dependia sua continuidade, como espírito procriador;
- Vesta, espírito do fogo da lareira, com papel vital na casa e que era associada aos Penates;
- Os Penates, espíritos guardiões da despensa (latim: penus) e, pois, protetores do sustento da casa, os quais costumavam aparecer associados aos Lares, não obstante estes fossem os protetores de todos os integrantes da família.

### Gênio, a perpetuação da família
Assim como o Lares, o Gênio (Genius), força vital de todo ser, lugar ou coisa, está presente na religião romana antiga desde os seus primórdios. Como princípio gerador da vida, significava a perpetuação da própria família, que se realizava pela transmissão, através do sêmen, do Gênio do pater familias para seu filho. Assim, enquanto força procriadora, o Gênio era tido como a manifestação das faculdades  relacionadas com a juventude e com a inteligência, identificando-se com atos bons e agradáveis. Na perspectiva romana, a continuidade geracional dava-se exclusivamente de pai para filho, embora todas as pessoas tivessem seu Gênio, cuja presença em cada um variava, justificando-se, assim, as distintas reações individuais. Muitos aspectos da vida pessoal eram atribuídos ao Gênio, como o caráter do recém-nascido, a direção dos seus atos, a sua proteção e a explicação do seu destino. Os Gênios eram, portanto, numerosos, sendo o "Gênio de Augusto" (Genius Augusti) o de maior influência no culto doméstico e cuja observância se introduziu nas casas no ano 29 a.C., mediante um senatus consultum um decreto do Senado romano.

### Penates, guardiões da casa e dos alimentos
Os Penates, assim como os Gênios e os Lares, não tinham nome próprio e relacionavam-se ao fogo da casa tanto quanto esses. Entre os estudiosos, é polêmica sua natureza. Alguns acreditam que seriam divindades habitantes da despensa doméstica (penus) e, com isso, seriam protetores dos alimentos ali depositados. Outros, que seriam guardiões da casa toda, considerando que uma das acepções do latim penetralis, na sua forma plural penetralia, é especialmente o “santuário” dos Penates. A ocasião em que o culto aos Penates se realizava era no banquete, quando os senhores, seus filhos e os servos da casa reuniam-se a fim de agradecer o alimento que consumiam. Em oferenda atirada ao fogo, dava-se aos Penates uma pátera repleta de sal e farinha, ou se lhes lançava comida.

### Vesta e o fogo doméstico
Mesmo antes de ser considerado a morada dos Lares ou dos Penates, o fogo, como garantia de luz, calor, proteção e meio de cocção dos alimentos, traduziu-se desde os tempos mais antigos do mundo romano como a forma primeira e mais sensível do divino. Simbolizava a perpetuação das pessoas, por agregá-las ao seu redor, por isso a relevância de mantê-lo sempre aceso. Ademais, boa parte das oferendas às divindades, como incenso, comida, vinho e sacrifícios de sangue, eram postas perante o fogo doméstico, o que aproximava esse elemento das divindades, no exercício da religião. Vesta era a divindade mais identificada com o fogo, e do fogo vestal cuidavam as filhas ou a mulher do pater familias. Pouco se conhece do aspecto doméstico dessa divindade, ao contrário de sua expressão pública; todavia entendia-se ser ela o próprio fogo doméstico ou pelo menos a sua mantenedora.

## A representação iconográfica dos Lares

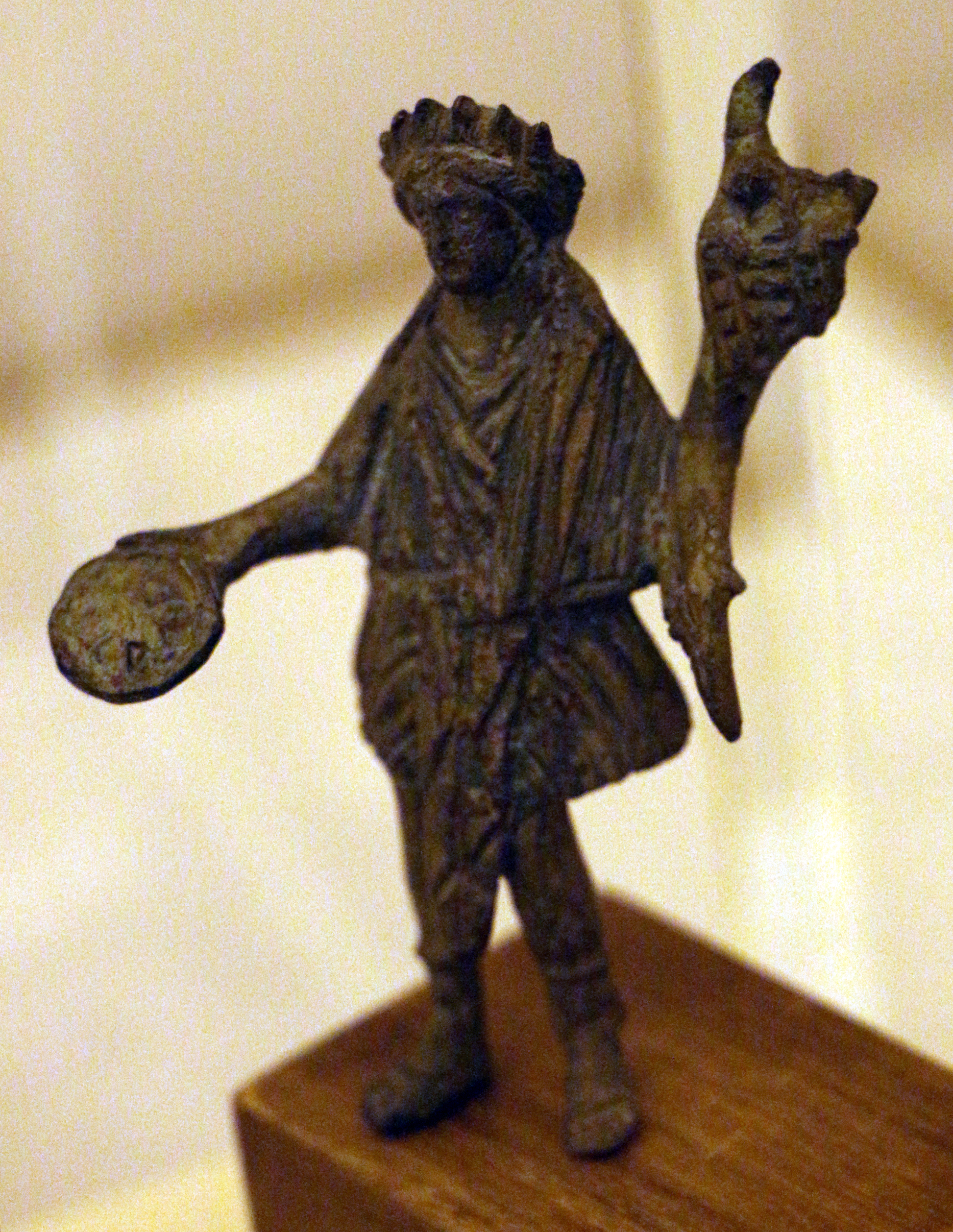
Estatueta de Lar estático. (Museu Nacional de Ravena)

As primeiras representações da divindade Lar remontam ao século II a.C. As que existem até hoje foram feitas em bronze e em pedra, mas havia as de outros materiais, como madeira e terracota. São conhecidas duas iconografias dos Lares. Uma em que têm uma das pernas ligeiramente erguida, como se dançando, e com a mão direita levantada sustentam um ritão ou uma cornucópia, geralmente tendo como acabamento uma cabeça de animal decorativo; na mão esquerda, abaixada e estendida, seguram vários objetos, em especial uma pátera ou uma sítula, mas às vezes uma palma ou um ramo de louro. A esse tipo de representação iconográfica dá-se o nome de Lares dançantes.
A outra iconografia apresenta os Lares como uma figura parada, tendo a mão esquerda abaixada e segurando uma cornucópia, símbolo da fertilidade, e a mão direita com uma pátera, igualmente abaixada. Esses são chamados de Lares estáticos e são considerados um tipo autônomo, que se desenvolveu paralelamente aos dançantes.

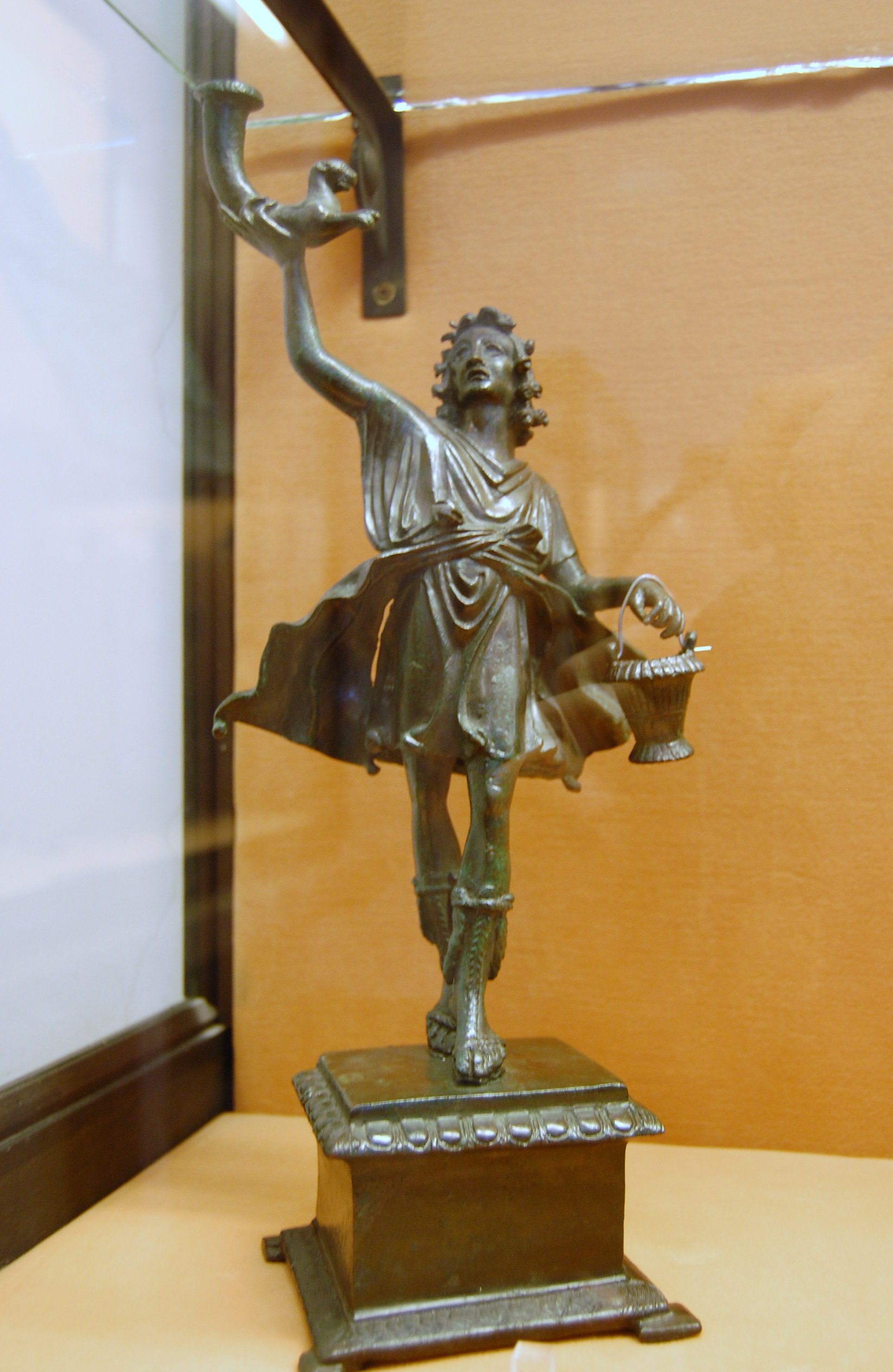
Lar dançante: na mão direita eleva um rito ou cornucópia com cabeça de pantera no seu acabamento, e na esquerda carrega uma sitela ou sítula. (Museu Arqueológico Nacional de Nápoles)

Em ambas as iconografias, os Lares são jovens de cabelos ondulados, com túnica curta e botas ou sandálias. Os Lares dançantes chegaram a ser denominados como Lares compitais, enquanto os estáticos foram chamados Lares familiares, o que, no entanto, levou ao engano de somente associar os dançantes às encruzilhadas e os estáticos às práticas domésticas. Na verdade, é frequente encontrar ambos no contexto doméstico, como é o caso em Pompeia e em Herculano.
De todo modo, com a reestruturação religiosa promovida por Augusto, no ano 12 a.C., as duas representações acabaram por convergir. Assim, tanto o estático foi adotado na celebração pública da Compitália, quanto o dançante substituiu a representação do pacato Lar estático no interior das casas.

## Larário: o culto doméstico
É no âmbito familiar que a religião romana tomava um aspecto mais livre, mas não menos rigoroso, ocupando todo o cotidiano das pessoas e onde o pater familias desempenhava papel fundamental: descendente direto dos antepassados, era o chefe todo-poderoso da família, inclusive nas questões religiosas domésticas.
Em Cícero, recolhe-se um testemunho do profundo entrelaçamento entre religião e casa, como espaço onde se materializa a religião privada:
Que de mais sagrado, que de toda proteção religiosa senão a casa de cada cidadão? Aí estão seus altares, seus fogos, seus Penates, seus santuários, seus cultos, suas cerimônias; é o refúgio de qualquer um, e sagrado, que é proibido dele arrancar alguém.
Venerava-se a divindade ou as divindades protetoras da casa e da família (Lares, Penates, Gênio e outras) junto ao larário, que poderia ser uma estrutura desde a mais simples, como um buraco quadrado na parede, até a mais elaborada, a edícula (um santuário em alvenaria ou madeira), segundo a capacidade financeira da família. Também poderia não ter elementos arquitetônicos, limitando-se a uma ou mais imagens pintadas na parede.

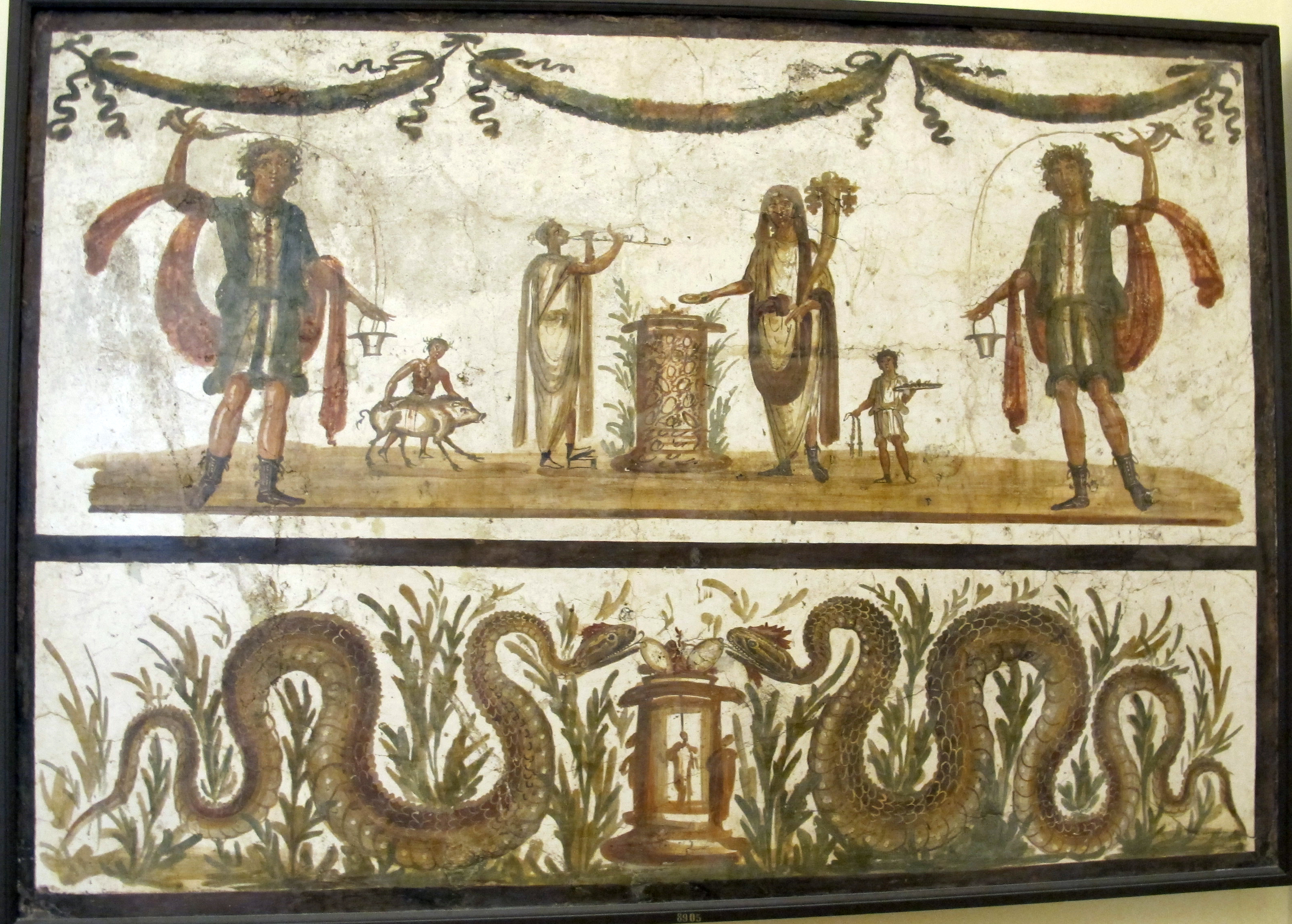
Larário pictórico em Pompeia, com duas cenas. Na primeira, no alto, um ritual com dois Lares portando sítula e ritão. Na segunda, embaixo, duas serpentes agatodemo (símbolo associado à sorte, saúde e sabedoria) diante de um altar ladeado por duas cornucópias, com ofertas em cima. Museu Arqueológico Nacional de Nápoles)

Na falta de um termo melhor, os estudiosos designam como larário o espaço doméstico de culto, porém seu aparecimento tardio, nas fontes literárias, torna-o muitas vezes um tanto anacrônico para realidades mais antigas. Apenas no período imperial (27 a.C.-476 d.C.) é que passa a expressar o lugar cultual, sendo antes comuns termos gerais, tais como sacrário, sacelo e edícula. Outro uso do termo era o de abrigo para a imagem de personagens que se haviam distinguido em vida, tornando-se modelos e, portanto, dignas de veneração. Tal designação, embora secundária, deu-se ao tempo em que o larário era o lugar de culto aos Lares.

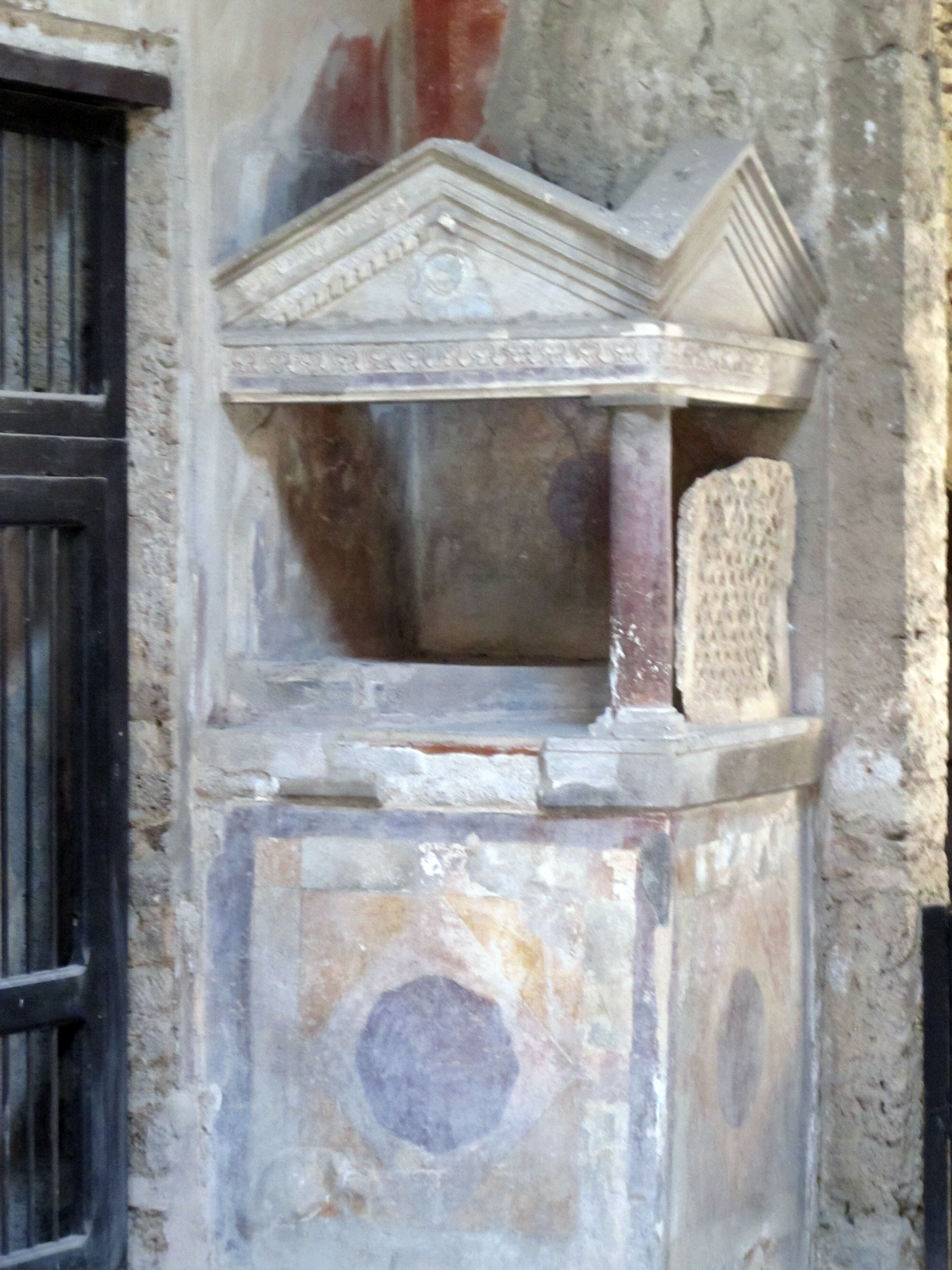
Larário na forma de edícula, situado no canto do átrio

O larário ficava no átrio ou nas suas proximidades, ou ainda em outros ambientes da casa, segundo demonstra o material arqueológico pompeiano. O peristilo, a cozinha e o átrio são os lugares com maior número de registros de larários. Cada casa poderia ter um ou mais larários. Os vestígios arqueológicos indicam que sua quantidade não estava necessariamente ligada à riqueza do dono ou arrendatário do imóvel.
Esses ambientes eram espaços de materialização das divindades com seu poder protetor, por isso se constituíam em lugares-chaves. Na cozinha, por exemplo, preparavam-se as refeições da família e ali  ficava o fogo sagrado; o átrio, por sua vez, como principal entrada da casa, separava o interior do exterior.
A partir dos trabalhos arqueológicos em Pompeia, é possível distinguir três formas básicas de larário: nicho, edícula e pictórico.
- Edícula: era um templo em miniatura, com colunas, fachadas e telhado. Quando guarnecida de todos os equipamentos, denomina-se “verdadeira edícula”, porque também os nichos poderiam receber uma fachada, assemelhando-se aos templos.

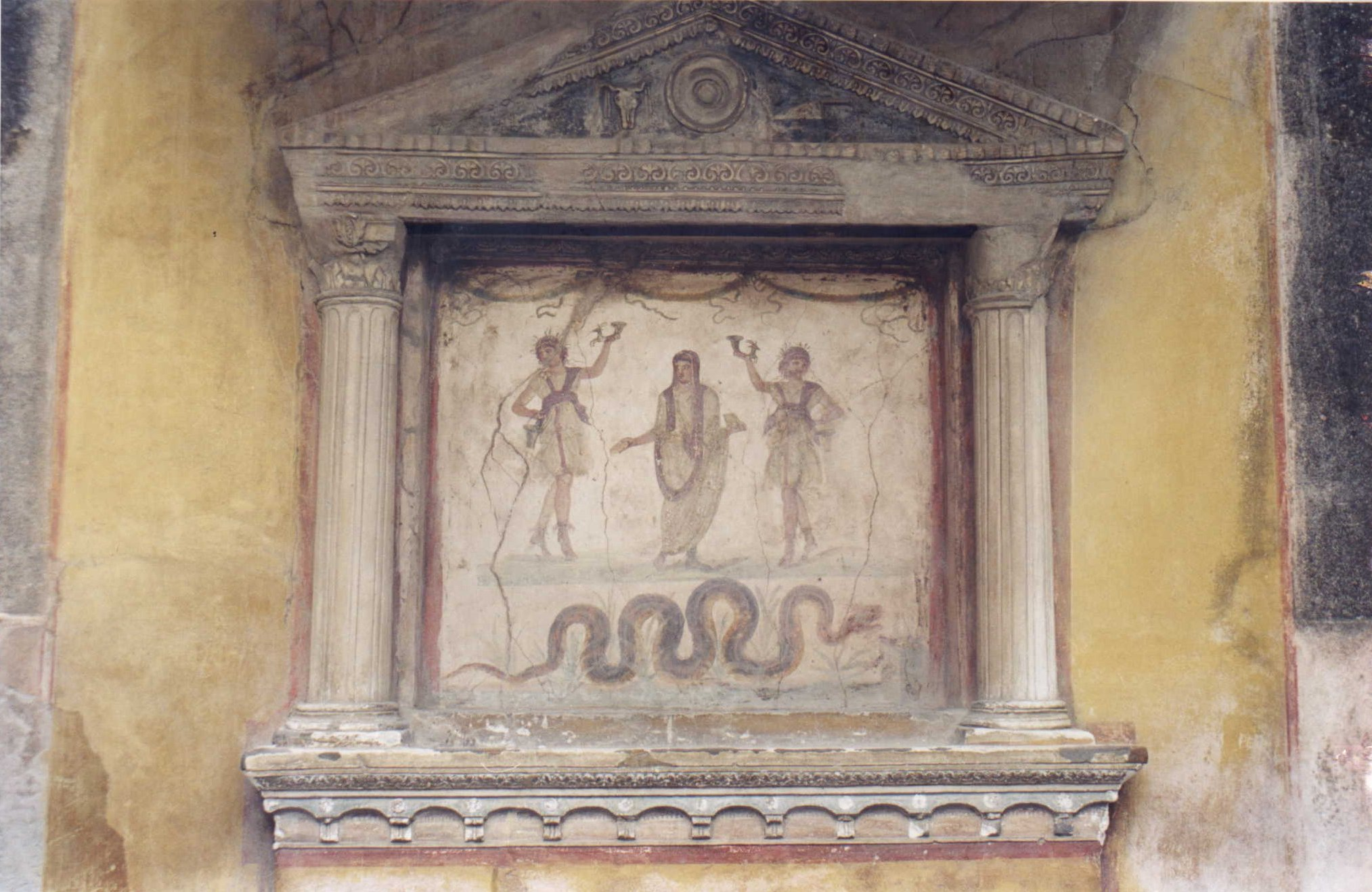
Larário na forma de nicho encontrado na Casa dos Vécios, em Pompeia, com Gênio ancestral ladeado por dois Lares e serpente abaixo.

- Nicho: trata-se de uma edícula mais simples e igualmente adornada, com flores, por exemplo. Era construído a partir de um retângulo ou quadrado, por vezes um arco, aberto na parede, na altura de uma pessoa em pé; apenas excepcionalmente, situava-se próximo do piso ou bem acima dele.
- Pictórico: era constituído de figuras desenhadas na parede, se bem que, além das pinturas, poderia haver estatuetas. Assim, esse tipo de larário poderia ser uma combinação de nicho com edícula, com as pinturas nas laterais, acima ou abaixo do nicho ou edícula.

Outras formas de larário encontradas são os sacrários e os sacelos. Os estudiosos divergem sobre se os sacrários eram lugar de culto ou simplesmente de abrigo aos objetos sagrados. Com base nas fontes antigas e nos materiais arqueológicos, alguns defendem a ideia de que o sacrário era espaço para o culto e tinha dimensões variadas, entre dois e trinta metros quadrados, como nas áreas vesuvianas, onde se colocavam nichos, altares, edículas, pedestais para estátuas, além de bancos e mesas para as pessoas durante os rituais.

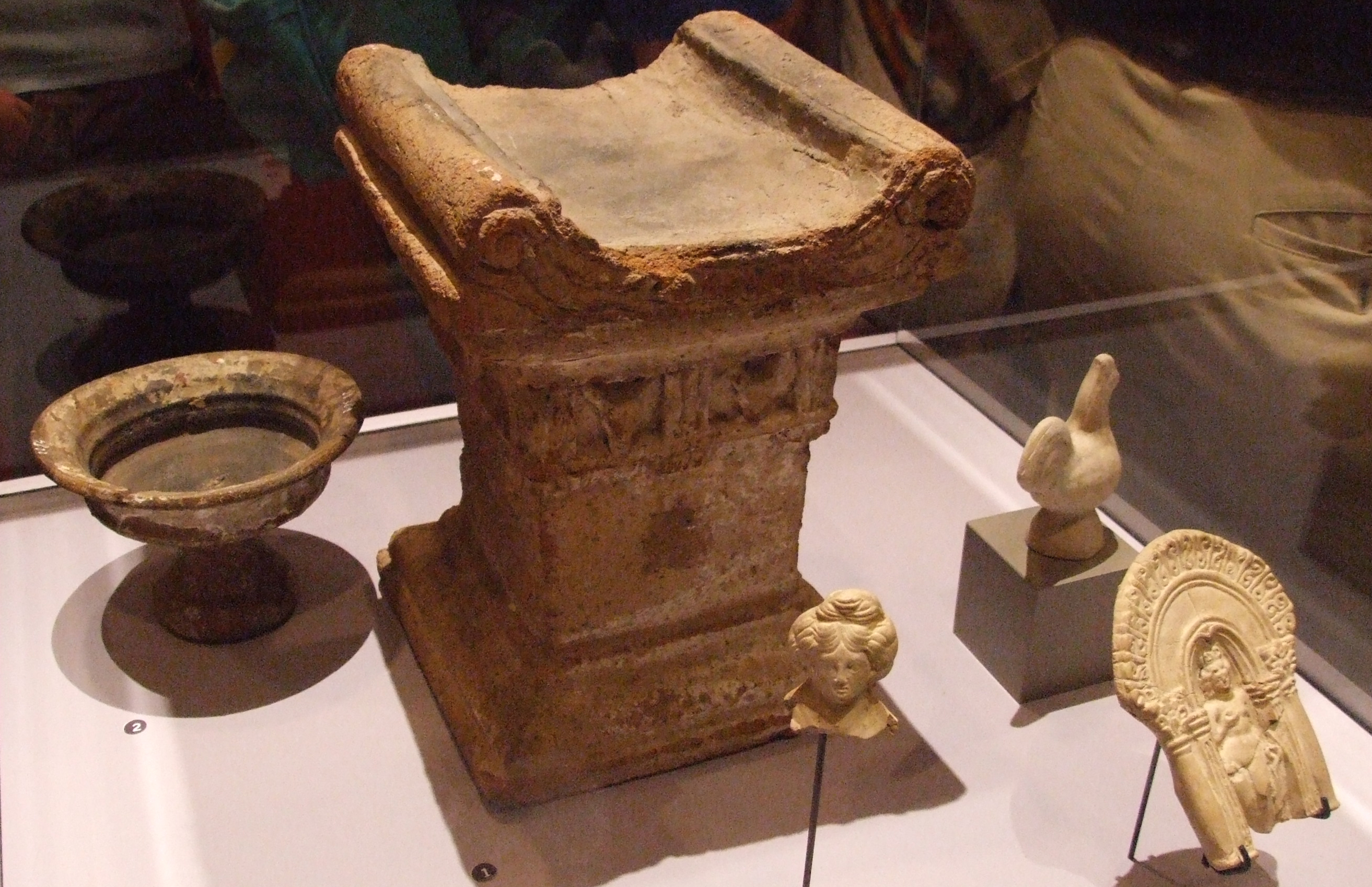
Altar de cerâmica encontrado em Pompeia, exibindo em sentido anti-horário: turíbulo, cabeça de deusa-mãe em terracota, Vênus em terracota e galo de cerâmica

Por sua vez, com pouca ocorrência, os sacelos eram espaços a céu aberto, em peristilos e em jardins, ou também salas reservadas ao culto, com altar e outros objetos, como esculturas, fontes e árvores.
Finalmente, os próprios altares poderiam formar um larário, quando eram tidos como único elemento de culto, sem acompanhar um sacrarium, um nicho ou uma pintura. Eram comuns os altares com oferendas. Eles poderiam apresentar forma cilíndrica, quadrangular ou retangular, e costumavam ser feitos em alvenaria ou, menos comum, em pedras retas.
Mercúrio, Hércules, Fortuna, Baco e Vênus são as divindades mais representadas nos larários que chegaram até a atualidade. Por outro lado, uma das figuras mais comuns nos larários pictóricos eram as serpentes. Nas pinturas de larário das cidades vesuvianas, as serpentes têm traços diversos: estão sós ou em par, frente a frente ou unidas, com ou sem barbas, com ou sem cristas, rastejando sinuosamente ou enroladas sobre si. Também são vistas sozinhas ou combinadas com outros motivos relativos aos larários. A frequência com que aparecem levou alguns estudiosos a considerarem-nas representações zoomorfas do Gênio do pater familias.
Essa interpretação é bastante aceita pelos estudiosos e é sustentada pelo poder procriador do Gênio, como seu princípio fundamental, segundo as fontes literárias. Quando aos pares, as serpentes representariam, de um lado, o Gênio do chefe da família e, do outro, a Juno de sua mulher.
Os dados arqueológicos, no entanto, levantam dúvidas a respeito dessa interpretação, pois com ela não se explicam numerosas ocorrências de casas com dois altares, em Pompeia, com uma serpente em um deles e duas no outro, ou de casas com também dois altares contendo cada qual seja uma única serpente, seja um par delas. Tal fato é observado quer nas casas (altares domésticos), quer nos cruzamentos dos caminhos (altares públicos).
Outra explicação possível seria entender a serpente como o Gênio do lugar (Genius loci), com função protetora simplesmente, e se, originalmente, era representada uma única serpente, logo foi duplicada, por razões artísticas. No entanto, como nas teorias sobre os Lares, o debate prossegue, porque essa outra explicação para a serpente não responde satisfatoriamente sobre a barba e a crista como seus atributos.

## Da Compitália ao culto ao Imperador
A celebração da Compitália realizava-se nos locais “de compitalis” ou “de cruzamento”. Na cidade ou no campo, o sentido de cruzamentos (compita) estendia-se a quaisquer lugares centrais de encontro dos moradores, como as praças. Nessa celebração, os Lares frequentemente vinham representados por um par de figuras, por isso era usual designá-los no plural, "Lares compitais", em vez do singular, "Lar compital".
A Compitália não tinha data fixa, integrando os feriae conceptivae (ou conceptae, “feriados móveis”), os quais, no entanto, eram fixados todo ano pelos magistrados ou pelos sacerdotes. Pelo menos desde fins da República, o pretor encarregava-se de anunciar a data de realização da Compitália oito dias antes de ela acontecer. Em geral, esse festival se dava alguns dias após a Saturnália, que ocorrida em 17 de dezembro, tendo como sua possível data de realização final de dezembro ou início de janeiro.
Durante a sua realização, as famílias percorriam em cortejo os caminhos até um lugar central, geralmente um cruzamento (compitum, e por extensão os altares aí situados), onde realizavam oferendas (sacrifícios) e jogos teatrais.
Segundo a tradição literária, principalmente Dionísio de Halicarnasso (século I a.C.), a Compitália estava estreitamente ligada à administração dos habitantes da cidade e surgiu a partir da divisão de Roma em quatro regiões urbanas, promovida pelo rei Sérvio Túlio, que teria governado Roma entre 578-539 a.C. Em cada rua foi erguido um santuário aos heróis, aos quais uma lei obrigava as famílias a oferecerem sacrifícios anualmente. Os romanos mantiveram essa celebração e denominaram-na Compitália, por sua localização nas ruas.
Em meados do século I a.C., é muito provável que os colégios de magistrados de Roma que organizavam a Compitália tenham se tornado um foco de atividade política popular, com a participação da plebe tanto quanto de libertos e escravos, o que explicaria o temor de sublevação e, portanto, a edição de um Senatus consultum (decreto do senado romano), em 64 a.C., reunindo as cerimônias da Compitália, bem como pondo fim aos collegia religiosos e profissionais, antes permitidos sem um regramento específico.
A participação numerosa da população romana nesses festivais conferiu-lhe caráter político. Augusto, o primeiro imperador (27 a.C.-14 d.C.), realizou reformas urbanas e religiosas em Roma, num esforço de pacificação social e de controle das forças sociais antagônicas. A cidade foi estruturada em catorze regiões e num grande número de vici. Além disso, reformulou o culto aos Lares compitais, tornando-os culto aos Lares de Augusto, associando as divindades ao Gênio de Augusto, numa manobra política sagaz, permitindo difundir sua figura como um pai da pátria, título que recebeu no ano 2 a.C.